# USA:s gulfkust

Delstater med (sjö)gräns till Mexikanska golfen i röd färg.

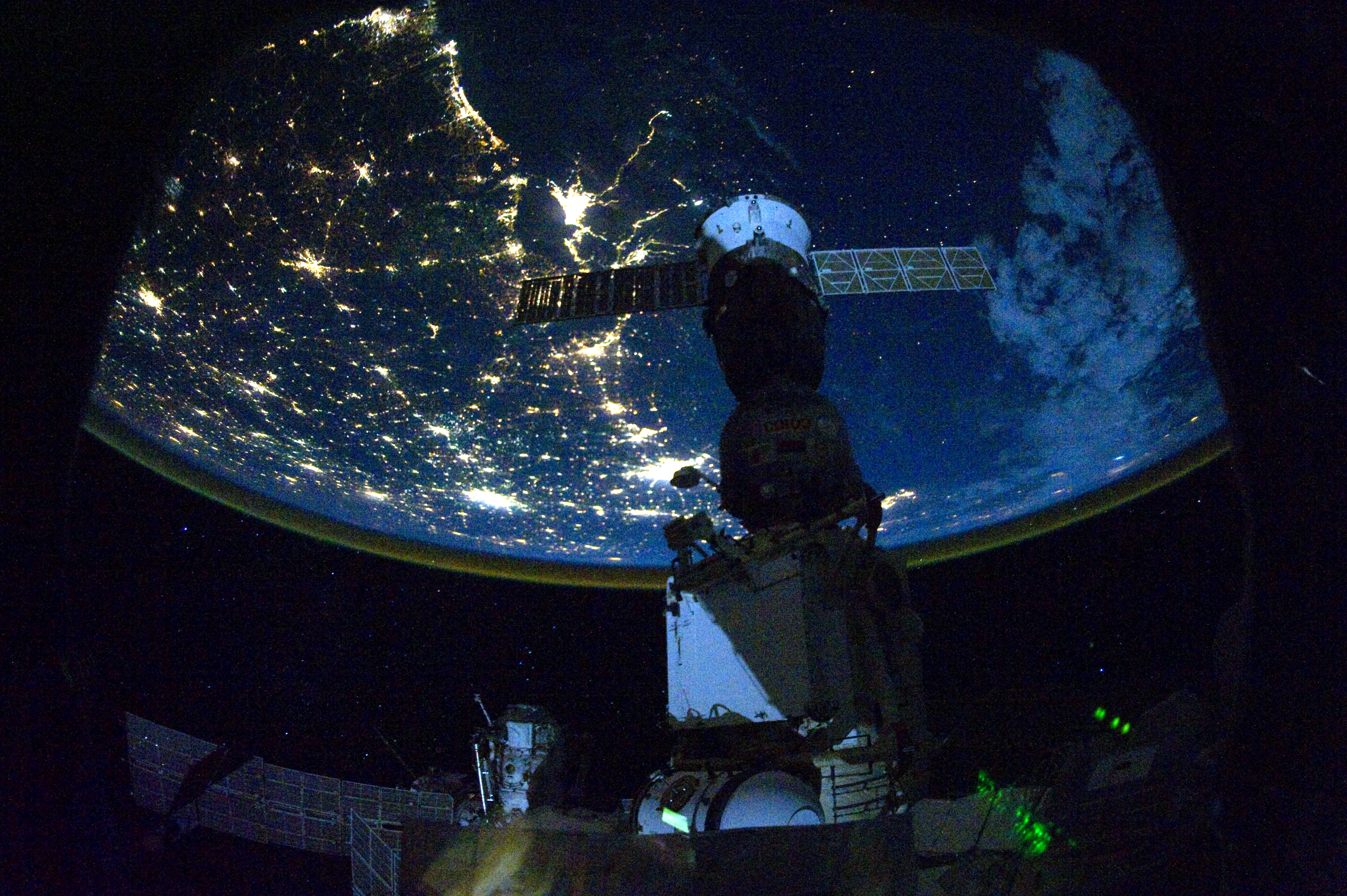
Nattfotografi tagen från rymdfarkost.

USA:s gulfkust (engelska: Gulf Coast of the United States) eller USA:s sydkust (engelska: South Coast of the United States) ligger vid Mexikanska golfen, och omfattar Texas, Louisiana, Mississippi, Alabama samt Florida. Alla dessa delstater tillhör den amerikanska södern.
Ekonomin domineras av fiske, luft- och rymdfart, jordbruk och turism. Viktiga städer är Brownsville, Corpus Christi, Houston, Baton Rouge, New Orleans, Biloxi, Mobile, Pensacola, Tampa och Sarasota, vilka utgör centrum för olika storstadsområden, och har stora hamnar. Södra Louisianas hamn och Houstons hamn tillhörde under början av 2000-talets första decennium de hamnar i världen med den största godsmängden.

### Fotnoter
1. ↑  ”Busiest Ports in the World” (på engelska). About Education. 14 juni 2003. Arkiverad från originalet den 23 februari 2007. https://web.archive.org/web/20070223052425/http://geography.about.com/cs/transportation/a/aa061603.htm. Läst 9 november 2015.